# Saint-Maur (Jura)
Saint-Maur település Franciaországban, Jura megyében. Lakosainak száma 214 fő (2022. január 1.). Saint-Maur Revigny, Alièze, Poids-de-Fiole és Vernantois községekkel határos.

## Népesség
A település népessége az elmúlt években az alábbi módon változott:
| Lakosok száma | 168  | 194  | 194  | 196  | 224  | 230  | 233  | 236  | 229  | 214  |
|               | 1968 | 1982 | 1990 | 2006 | 2013 | 2015 | 2017 | 2019 | 2020 | 2022 |